# 감비아견장과일박쥐
감비아견장과일박쥐(Epomophorus gambianus)는 큰박쥐과에 속하는 박쥐의 일종이다. 무리를 지어 움직이는 것으러 알려져 있으며, 또한 열대 기후 지역에서 잘 알려진 종이다. 베넹과 부르키나 파소, 카메룬, 중앙아프리카공화국, 차드, 콩고민주공화국, 코트디부아르, 에티오피아, 감비아, 가나, 기니, 기니비사우, 라이베리아, 말리, 니제르, 나이지리아, 세네갈, 시에라리온, 수단 그리고 토고에서 발견된다. 자연 서식지는 아열대 또는 열대 기후 지역의 건조림과 건조 사바나, 습윤 사바나 지역이다. 서식지 감소로 멸종 위협을 받고 있다.
견장과일박쥐류의 개체수는 과일에 뿌리는 농약과 사람들의 방해때문에 위협을 받고 있으며, 과거에는 과도한 개체 수집이 있었다. 그러나 가장 큰 위협 요인은 서식지 파괴로 추정하고 있다. 아프리카에서 대부분 발견되며, 털은 회색빛 갈색을 띠며 암수 둘다 귀에 흰 반점이 있다. 그리고 아주 시끄러운 소리를 내는 동물이다. 짝짓기 습성에 관해서, 성체 수컷은 높은 곳에 매달려 암컷을 부르는 몸짓을 하며, 1~3초 간격으로 "핑"(ping)하며 적당히 큰 울음소리를 낸다.